# Agência de Notícias de Portugal
Agência de Notícias de Portugal (Lusa) est une agence de presse portugaise et la plus grande de la Lusophonie.
L'agence a été fondée en décembre 1986 comme une société anonyme à Lisbonne, remplaçant les agences NP et ANOP (celle-ci ayant à son tour succédé à l'ANI, fondée en 1947). Son principal actionnaire est l'État portugais. Son siège et le bureau central sont situés rue Dr João Couto, dans le quartier de Benfica, à Lisbonne. Lusa diffuse des informations nationales et internationales, dans le monde entier, pour des journaux, magazines, radios, télévisions et sites web. L'agence compte 280 journalistes à son service et des délégations dans 24 pays (dont tous les membres de la CPLP).
Le principal objectif de l'agence est la production d'articles et de reportages sur le monde de langue portugaise, fournis principalement aux médias portugais. En dehors du Portugal, Lusa a des clients en Angola, au Brésil, en Guinée-Bissau, au Cap-Vert, au Mozambique, à Macao et au Timor oriental. L'agence possède, en dehors du bureau de Lisbonne, six installations régionales, des bureaux à Bruxelles, Madrid, Berlin, Pékin, Luanda, Maputo, Bissau, Praia, Macao et Dili.
Chaque jour, Lusa diffuse 300 à 400 articles, 30 à 50 photos, 5 à 10 vidéos et 10 à 20 messages audio. Lusa est impliquée dans l'European Pressphoto Agency, dont elle est partenaire. 
Le président de son conseil d'administration est Amável Afonso Camões Barata.